# Amblyseius paucisetosus
Amblyseius paucisetosus är en spindeldjursart som beskrevs av D. McMurtry och Moraes 1985. Amblyseius paucisetosus ingår i släktet Amblyseius och familjen Phytoseiidae. Inga underarter finns listade i Catalogue of Life.